# 賀蘭進明
賀蘭進明（？—？），唐代诗人、官员。

## 生平
賀蘭進明好古博雅，能詩善文。開元十六年虞咸榜进士，曾官主客员外郎，歷官信安太守。
安史之亂爆發，擔任北海（山東省青州市）太守，因城守無績效，遭免職，後赴肅宗行在靈武，改御史大夫、河南节度使。宰相房琯素与贺兰进明不和，遂荐任许叔冀为河南都知兵马使，以牽制新任河南节度使兼御史大夫贺兰进明。
至德元年（756年）十月，贺兰进明向肃宗谗毁房琯“此雖於聖皇似忠，於陛下非忠也”，肅宗逐漸疏遠房琯。此時许叔冀驻守谯郡，尚衡驻守彭城（今江苏徐州），贺兰进明代替嗣虢王李巨驻守临淮（今江蘇盱眙北）。至德二年（757年）八月，困守在睢阳的張巡派遣南霽雲率三十名騎兵突圍，向賀蘭進明借兵，當時進明受到许叔冀牽制，又懼張巡功高於己，不願出兵解圍。南霁云離去時抽一箭射中佛寺浮圖，发誓日後要杀贺兰进明。同月，朝廷任命張鎬爲河南節度使，替代賀蘭進明。十月，張鎬軍至，睢陽已陷三日。
乾元元年（758年） 六月，房琯因賀蘭進明譖，被貶為邠州刺史。乾元二年（759年）十一月，第五琦因作乾元錢、重輪錢，與開元錢三品同行，導致民間盜鑄盛行，穀價騰踊，餓殍遍野，貶忠州（今四川忠縣）長史，賀蘭進明因與第五琦朋黨，貶為溱州（今四川綦江）員外司馬。后不知所終。《全唐詩》存其詩七首。

## 逸事
- 《广异记》传说賀蘭進明娶狐狸為妻。
- 《岂有此理·好食说》載：“賀蘭進明好啖狗粪。”夏敬渠撰《野叟曝言》第七十四回有贺兰进明吃狗粪的描写。